# Naraini
Naraini è una suddivisione dell'India, classificata come nagar panchayat, di 13.124 abitanti, situata nel distretto di Banda, nello stato federato dell'Uttar Pradesh.